# Distretto di Kodyma
Il distretto di Kodyma (in ucraino Кодимський район?, Kodyms'kyj rajon) era un distretto dell'Ucraina situato nell'oblast' di Odessa; aveva per capoluogo Kodyma. La popolazione era di 29.756 persone (stima del 2015). Il distretto fu costituito nel 1940 ed è stato soppresso in seguito alla riforma amministrativa del 2020.